# Albert Cohen
Albert Cohen (ur. 16 sierpnia 1895  na  wyspie Korfu, zm. 17 października 1981 w Genewie) – szwajcarski pisarz pochodzenia żydowskiego, piszący po francusku. Absolwent szkoły średniej w Marsylii i studiów uniwersyteckich w Genewie. Pracownik Wydziału Dyplomatycznego Międzynarodowego Biura Pracy w Genewie. Podczas II wojny światowej radca prawny międzyrządowego komitetu na rzecz uchodźców w Londynie.

## Twórczość
Za największe dzieło Cohena uchodzi powieściowa tetralogia, na którą składają się Solal (1930), Gwoździojad (1938), Oblubienica Pana (1968), Les Valeureux (1969). Spośród tych książek szczególnie ceniona jest Oblubienica Pana, uhonorowana w 1968 r. Grand Prix du Roman de l’Académie Française (Wielką Nagrodą Akademii Francuskiej za Powieść).

### Dzieła
- Paroles juives (poezje, 1921).
- Solal (powieść, 1930), wydanie polskie: Solal, przeł. Andrzej Socha, Oficyna Literacka Noir sur Blanc, Warszawa 2007.
- Mangeclous (powieść, 1938), wydanie polskie: Gwoździojad, przeł. Andrzej Socha, Oficyna Literacka Noir sur Blanc, Warszawa 2006.
- Le Livre de ma mère (1954), wydanie polskie: Książka o mojej matce, przeł. Anna Sochowa, 1977 (i późniejsze).
- Ézéchiel, (sztuka teatralna, 1956).
- Belle du Seigneur (powieść, 1968), wydanie polskie: Oblubienica Pana, przeł. Andrzej Socha, Wydawnictwo Krakowskie, Kraków 2001.
- Les Valeureux (powieść, 1969).
- O vous, frères humains (1972), wydanie polskie: O bracia moi, ludzie, przeł. Krzysztof Umiński, „Literatura na Świecie” 2016, nr 1-2.
- Carnets 1978 (1979).